# Paco Knöller
Paco Knöller (* 29. August 1950 in Obermarchtal) ist ein deutscher Künstler. Er lebt und arbeitet in Berlin. Von 2001 bis 2013 hatte er eine Professur an der Hochschule für Künste Bremen.

## Biografie
Knöller studierte von 1972 bis 1978 an der Kunstakademie Düsseldorf. 1987 übersiedelte er nach Berlin. 2001 trat er eine Professur an der Hochschule für Künste Bremen an; im gleichen Jahr erhielt er den Oberschwäbischen Kunstpreis. 2008 gestaltete er den Eingangsbereich des neueröffneten Kunstmuseums Dieselkraftwerk in Cottbus. Das vierflügelige Südportal wurde mit einem auf Glas gedruckten Werk von Paco Knöller versehen.

## Werk
Knöller entwickelte eine eigenständige Position im Bereich der zeitgenössischen Kunst. Neben großformatigen Papierarbeiten sind in den letzten Jahren intensive Darstellungen in Ölkreide auf Holzträgern entstanden, in denen der menschliche Körper oder seine Fragmente wie der Kopf oft bedeutende Positionen einnehmen.
Knöller zählt seit den 1980er Jahren zu den wichtigen Zeichnern seiner Generation.

## Ausstellungen
- 1997: Sprengel Museum Hannover, Hannover; Staatliche Kunsthalle Karlsruhe, Karlsruhe
- 1998: Galerie Karsten Greve, Köln
- 1999: Galerie Thomas Schulte, Berlin; Städtische Galerie Nordhorn
- 2001: Galerie Karsten Greve, Köln
- 2002: Schnitte. Plötzliche Gegenwart 1992–2002. Hamburger Bahnhof, Museum für Gegenwart, Berlin
- 2003: Schnitte. Spiegelnd denken. Galerie Karsten Greve, Köln
- 2004: Meerische Arbeit. Drucke und Zeichnungen. Kunsthalle Bremen, Bremen
- 2005: Fraktale. Drucke und Zeichnungen. Galerie Karsten Greve, Paris
- 2007: Schnitte. Riskante Euphorien. Städtisches Kunstmuseum Spendhaus Reutlingen
- 2008: Schnitte. Riskante Euphorien. Kunstmuseum Dieselkraftwerk, Cottbus
- 2011: Künstliche Paradiese-Schlafmohnalphabet.  Kunstverein Lippstadt, Lippstadt
- 2012: Hölzer und Schnitte. Kunstverein Villa Wessel, Iserlohn
- 2015: Mit der Linie ziehen, 1989–2014. Galerie Thomas Schulte, Berlin.[2]